# Cornutiplusia clarescens
Cornutiplusia clarescens là một loài bướm đêm trong họ Noctuidae.